# 1. Division 1906/1907
Dvanáctý ročník 1. Division (1. belgické fotbalové ligy) se konal od 7. října 1906 do 24. března 1907.
Sezonu vyhrál počtvrté v klubové historii a obhájce z minulých tří sezon Royale Union Saint-Gilloise. Nejlepším střelcem se stal hráč RRC de Brusel Maurice Vertongen. Soutěže se zúčastnilo 10 klubů v jedné skupině.